# Corral Quemado (Chile)

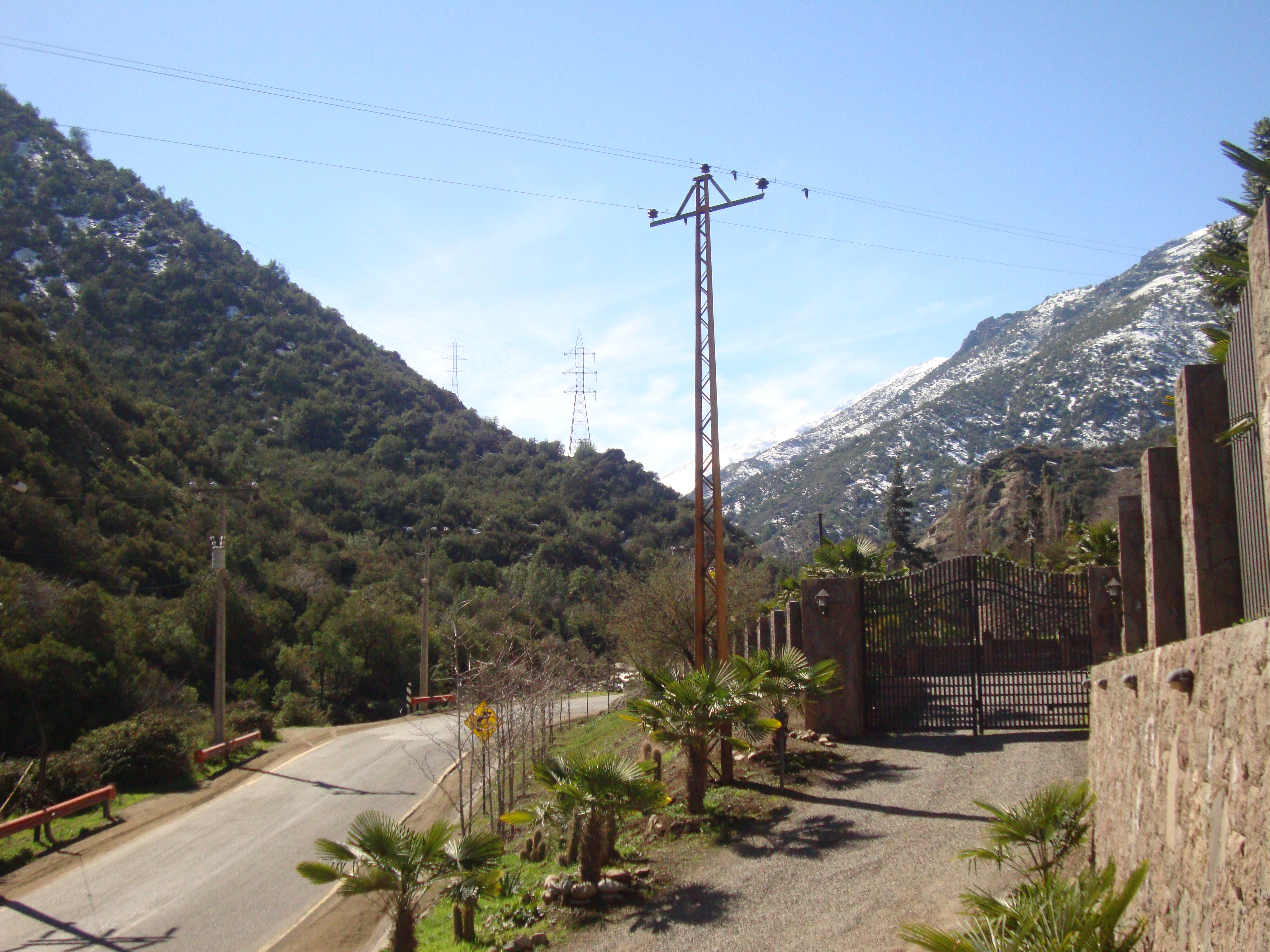
Corral Quemado en las cercanías de los centros de esquí de Santiago.

Corral Quemado es una localidad rural chilena situada en la zona cordillerana, a 28,75 km al este de Santiago de Chile, y a 14,5 km de Lo Barnechea. Es el punto de bifurcación de los caminos a los centros de esquí del oriente de la capital de Chile y su intermedio Yerba Loca y el camino a la Mina La Disputada de Las Condes. Forma parte de la Región Metropolitana y está bañada por el Río San Francisco.

## Camino del Inca
Corral Quemado formaba parte del Sistema de caminos incaicos o Caminos del Inca. Específicamente los caminos que conducían desde las minas de cobre hacía el Mitimae de Mapocho llamado Camino de las minas por los españoles fue perdiendo con el tiempo su importancia en la medida de que el cobre no fue explotado y no se hicieron ceremonias Capac cocha en el Apu de Cerro El Plomo.
El Camino del Inka o kapac ñam era la columna vertebral del Estado Inka, a través del cual controlaban y administraban su extenso imperio. Por él recorrían las noticias, los ejércitos de conquista y los recursos económicos necesarios. Se han encontrado registros de estas redes viales principalmente al norte de la cuenca del río Mapocho y en el valle superior del Aconcagua.
Las crónicas españolas mencionan que el Camino del Inca llegaba a extramuros de Santiago, por Huechuraba, seguramente el ramal transversal que venía por Los Andes-Colina, desde el otro lado de la cordillera, de la provincia de Cuyo.
En Santiago seguía el eje de la Avda Independencia, la Calle Puente, la Plaza de Armas, la Calle Ahumada, la calle Arturo Prat y la Gran Avenida hacia el sur.
Hacia el sur, desde Maipo a Cachapoal, su trazado solo se ha podido inferir conectando los restos de varios centros administrativos y fortalezas Inka, con antiguos caminos coloniales que los habrían reutilizado, junto al registro en crónicas españolas de “puentes del inka” sobre los principales ríos de estos valles. También se han localizados restos de algunos tambos o posadas camineras construidas a la vera de los caminos, que consistían de unos pocos recintos rectangulares con muros de piedra canteada abiertos a un patio central. El más cercano a San Vicente es precisamente la localidad de El Tambo desde el Tambo de Malloa.

## Tambo Inca
En sus cercanías está el Cerro El Plomo, que es el más imponente del Valle de Santiago y es el único visible desde todo el valle desde Graneros hasta Lampa. También lo es desde todas las altas cumbres de la zona, incluyendo aquellas de la cordillera de la costa. Los Incas lo designaron Apu (quechua: divinidad ) La zona de Corral Quemado se convirtió en un importante punto de relevo para las ceremonias que se realizaban en la cumbre del Cerro El Plomo.

## Ceremonia de Capac Cocha
Había un Tambo Inca en el lugar, en el Camino de Las Minas, que fue la base del actual sistema de caminos a Disputada. En ese lugar descansaban los sacerdotes incaicos cuando se dirigían a hacer ofrendas al Ushnu de Cerro El Plomo. Las ceremonias más importantes llevadas a cabo eran las Capac cocha, en la que se sacrificaban individuos jóvenes, hijos de príncipes para apaciguar a Viracocha. Esta era una festividad ritual que se llevaba a cabo en todo el imperio Tawantisuyu entre el siglo XIII y comienzos del siglo XVI. La zona del Valle de Santiago formaba parte del Collasuyo.Felipe Guamán Poma de Ayala, cuando describe al detalle el calendario cívico–religioso de los incas, hace ver que los sacrificios humanos se producían entre los incas, no precisa la época, de forma ordinaria; así por ejemplo, en la fiesta Inti Raymi de junio, en la Chaqra Yapuy Killa (mes de arar) de agosto (251) o en la Qhapaq Inti Raymi (fiesta del señor Sol). El inca supremo es quien ordenaba las normas de estos sacrificios (265, 273), y los tukuy rikuq (Lengua quechua:corregidores) y michuq (jueces) debían rendirle cuentas de su fiel ejecución. Cada Capac cocha representaba la unión de un espacio sagrado a un tiempo ancestral. Todo esto era parte de la  Cosmología inca, del griego: κοσμολογία (cosmologia, κόσμος (cosmos) orden + λογια (logia) discurso) es el estudio a gran escala de la estructura y la historia del Universo en su totalidad y, por extensión, del lugar del imperio inca en él.

## Momia del Plomo
En la cumbre y antecumbre del Plomo se hallan algunas construcciones de piedra, y cerca de su misma cumbre se descubrió a un niño inca momificado del siglo XV, el 1 de febrero de 1954, por los arrieros Luis Ríos Barrueto, Guillermo Chacón Carrasco y Jaime Ríos Abarca. El Capac cocha sacrificado en El Plomo debió pasar por Corral Quemado en el camino a su sacrificio.Actualmente está en el Museo Nacional de Historia Natural de Chile, aunque no para su exposición a público, ya que la UNESCO recomienda no exponer restos humanos en señal de respeto a los pueblos originarios.

## Relación con otros Tambos
Corral Quemado está a mitad de camino entre Lo Barnechea y Cerro el Plomo. Lo Barnechea ( donde había otro tambo ( ribera sur de Río Mapocho) esta a mitad de camino entre Corral Quemado y el Tambo de la Estación Mapocho. Hay otros tambos en el Santuario de la naturaleza Yerba Loca y en el Cerro el Cepo

## Relevo para la Minería de Cobre
Desde tiempos inmemoriales era el lugar de recambio de caballos y mulas que se dirigían a la actual Mina La Disputada yacimiento que está en explotación desde la época preincaica. Posteriormente se iastalo allí una Pulpería, dependiente de la Empresa Minera, que estaba a cargo de don Angelino Solari, un inmigrante italiano don Vicente Costa.

## Relación con los centros de esquí
Este lugar de relevo, empezó a tener otros usuarios cuando Roberto Barrington divisó los Farellones del Cerro Colorado mientras volaba sobre la Cordillera de los Andes en 1924 y se le ocurrió que era un excelente lugar para la práctica de esquí.La noticia corrió como reguero de pólvora por Santiago, y pronto había múltiples personas pernoctando en Corral Quemado para subir a la nieve. Esta época se conoce como “el ski de poncho”. Todas las semanas partían en caravana desde Santiago hasta Corral Quemado donde pernoctaban, para partir tempranamente en mula o a pie; tras horas de caminar se llegaba a lo que hoy es la Gran Bajada de Farellones.
Esto forma parte de la idiosincrasia chilena porque se empezó a planear caminos por donde se enviaban las mulas desde el Tambo inca del lugar. Había otras rutas más expeditas (a través de La Ermita) pero esta ya existía.
Agustín Edwards McClure comienza a presionar políticamente al Presidente Arturo Alessandri Palma en 1934, comenzando en 1936 desde Corral Quemado un camino construido con herramientas primitivas hasta la actual curva 40 del Camino de Farellones terminándola en 1939).

## Habitantes

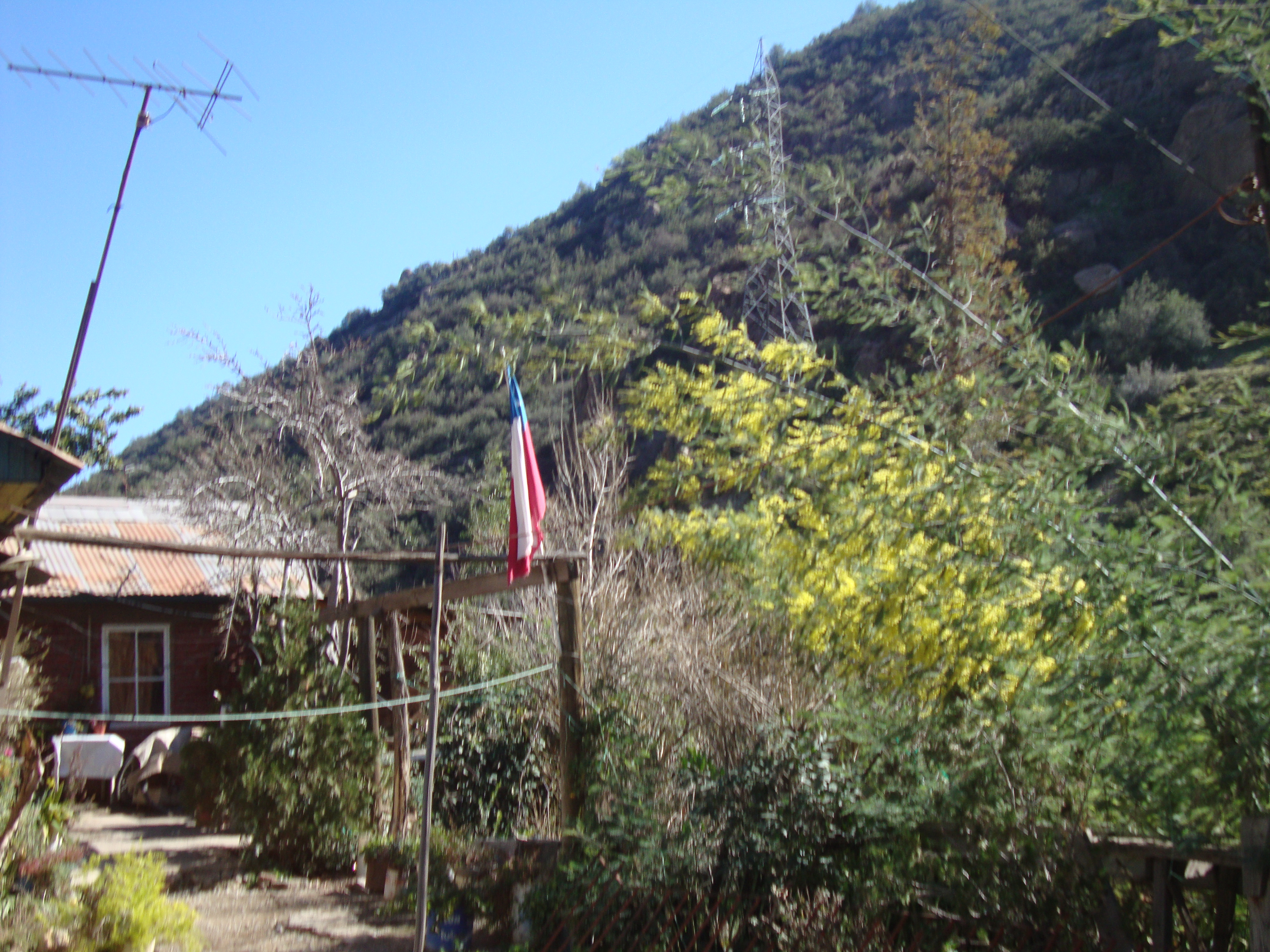
Casa de un habitante de Corral Quemado esperando el Mes de la Patria, Septiembre

Las familias más afincadas en el lugar son los Olivares, cuyo patriarca es don Carlos Olivares y los Polanco. Estos, inmigrantes españoles de hace varias generaciones de un municipio de la comunidad autónoma de Cantabria (España) situado en la costa occidental de dicha región, en la desembocadura del río Besaya

## Mitología

### La Llorona
La llorona es un mito de toda Hispanoamérica, que relata las correrías de una mujer a la que quitaron (o entregó) a sus hijos de corta edad tras lo cual salía a correr por los cerros y avenidas llorando. Corral Quemado no fue una excepción, probablemente por su estrecha relación con Lo Barnechea en donde también existe el mito. Hasta ahora hay antiguos habitantes de la zona que afirman haber sido asustados por la Llorona.

### El Mandinga
El Mandinga sería un alma en pena que se aparecía fumando en los puentes cordilleranos, provocando que los caballos se espantasen y cayeran al río, justificando así los múltiples accidentes que se producían en la zona sobre todo cuando los jinetes cabalgaban bajo los efectos del alcohol.